# Карло II Токо
Вижте пояснителната страница за други личности с името Карло II.
Ка̀рло II То̀ко е деспот на Епир от 1429 г. до смъртта си през 1448 г.

## Биография
Карло II е синът на граф Леонардо II Токо, по-малкият брат и съвладетел на Карло I Токо, граф на Кефалония и Закинтос, херцог на Левкада и деспот на Епир. През 1424 г. Карло II и сестрите му са осиновени от техния чичо Карло I. Карловата сестра Магдалена Токо се омъжва през 1428 г. за бъдещия византийски император Константин XI Палеолог, но умира година по-късно.
През юли 1429 г. Карло II унаследява всички владения на чичо си Карло I, но среща съпротива от извънбрачните синове на Карло I, водени от Мемнон. Мемнон се обръща за помощ заедно с братята си към османския султан Мурад II, стремейки се да получат наследството на баща си, а султанът се отзовава като изпраща войска под командването на Синан. Османският пълководец встъпва в преговори с анти-латинската прослойка в Янина и на 9 октомври 1430 г., след като гарантира привилегиите на благородничеството, си осигурява капитулацията на града.
Карло II продължава да владее остатъците от деспотството от Арта като османски васал, а извънбрачните синове на чичо му получават земи в Акарнания като османски васали. Карло II умира през октомври 1448 г. и е наследен от сина си Леонардо III Токо. Името на османския санджак „Карлъ или“ (Karlı İli) със столица Превеза е производно на Карло II.

## Семейство
От брака си с Рамондина Вентимилска, Карло II Токо има четири деца:
- Леонардо III Токо, който го наследява като владетел на Епир;
- Джовани Токо;
- Антонио Токо;
- Елвира Токо.